# Obtorto collo
Obtorto collo, letteralmente "a collo torto" è una locuzione latina in uso nel linguaggio comune per indicare l'accettazione di imposizioni esterne contro la propria volontà. Si può tradurre con "malvolentieri" o "perché costretto" o "giocoforza".